# Clermontia multiflora
Clermontia multiflora (englischer Name: Waiheʻe Clermontia) ist eine ausgestorbene hawaiische Pflanzenart aus der Familie der Glockenblumengewächse (Campanulaceae), die nur von Maui und Oʻahu bekannt ist.

## Beschreibung
Clermontia multiflora war ein verzweigter Strauch, der eine Wuchshöhe von 2 bis 4 m erreichte. Die elliptischen Laubblätter waren breit und unbehaart, die Blattränder waren schwielig-feingekerbt. Die Länge der Blattspreite betrug 10 bis 12,5 cm, die Breite 2,5 bis 3,2 cm. Die Blattspitze war zugespitzt, der Blattgrund keilförmig. Die Blattstiele waren 4 bis 7,5 cm lang. Der Blütenstand bestand aus sieben bis zehn Einzelblüten. Die Blütenstandsstiele und die Blütenstiele waren 10 bis 18 mm lang. Der verkehrt-kegelförmige Blütenbecher war 7 bis 8 mm lang und genauso breit. Die violette, unbehaarte Blütenhülle war 24 mm bis 32 mm lang und 5 bis 6 mm breit. Die Kronenröhre war halbaufrecht. Die Stempelsäule und die violetten Staubblätter waren unbehaart. Die Früchte waren Beeren von unbekannter Größe und Farbe.

## Verbreitung
Clermontia multiflora wuchs in feuchten Wäldern von Waiheʻe im westlichen Maui und in der Gegend von Wailupe in den Koʻolau Mountains auf Oʻahu.

## Aussterben
Lebensraumumwandlung in Verbindung mit der Überweidung durch Rinderherden, die landwirtschaftliche Nutzung und die Urbanisierung sind die Hauptgründe für das Verschwinden von Clermontia multiflora. Die Konkurrenz mit invasiven Pflanzen hat vermutlich ebenfalls zur Ausrottung der Art beigetragen. Alle Kollektionen stammen aus dem Jahr 1870 und seither wurde diese Pflanzenart nicht mehr nachgewiesen.